# Hladovění (zločin)

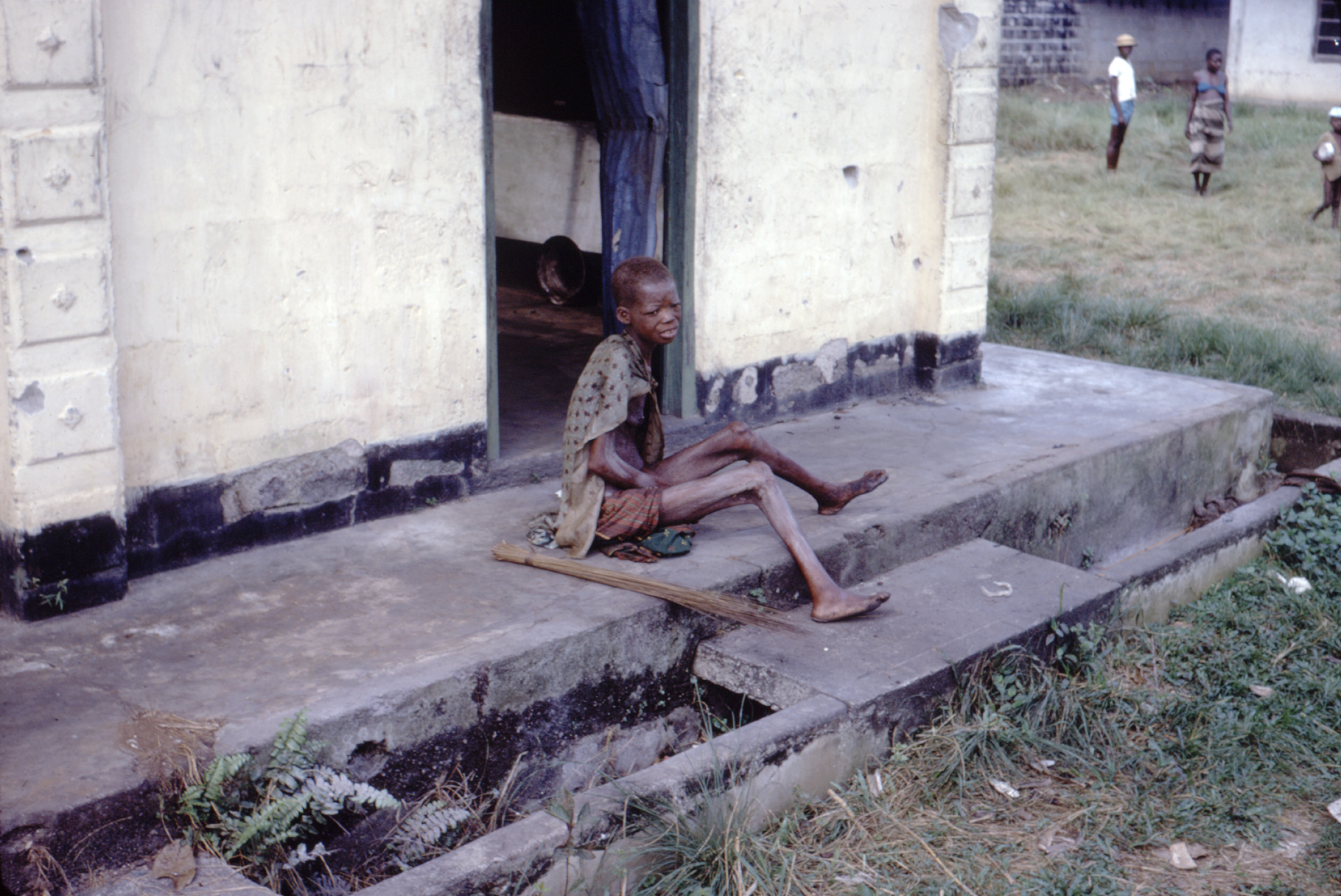
Hladovějící žena během blokády Biafry, události, která významně přispěla ke kriminalizaci hladovění

Hladovění civilního obyvatelstva je podle moderního mezinárodního trestního práva válečným zločinem, zločinem proti lidskosti a aktem genocidy. Hladovění nebylo podle mezinárodního práva vždy nezákonné; hladovění civilistů během obležení Leningradu nebylo trestné dle vojenského soudu Spojených států a dle Ženevských konvencí z roku 1949, ačkoli nastavila limity, „v principu přijala zákonnost hladovění jako válečné zbraně“. Historicky byl vývoj zákonů proti hladovění brzděn západními mocnostmi, které si přály používat blokády proti svým nepřátelům; nicméně, bylo zakázáno v roce 1977 dodatkovým Protokolem I a Protokolem II k Ženevským konvencím a kriminalizováno Římským statutem. Stíhání za hladovění bylo vzácné.

## Účel a příčiny
Bridget Conley a Alex de Waal vyjmenovávají několik důvodů, proč by se pachatel mohl rozhodnout použít hladovění: „(i) vyhlazování nebo genocida; (ii) kontrola prostřednictvím oslabení populace; (iii) získání územní kontroly; (iv) etnická čistka; (v) trestání (vi) těžba nebo krádeže (vii) extrémní vykořisťování (viii) válečné zásobování a (ix) komplexní transformace společnosti; Neexistují žádné systematické studie páchání trestných činů hladovění.

## Oběti

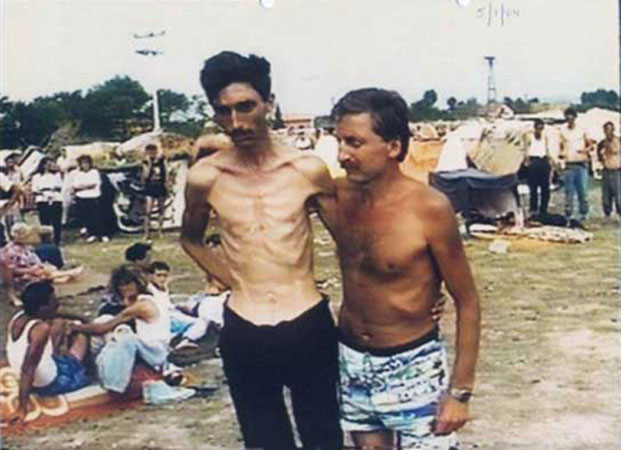
Vyhublý muž v táboře Trnopolje v Bosně. V roce 1992 Rada bezpečnosti OSN odsoudila „úmyslné maření dodávek potravin a zdravotnického materiálu civilnímu obyvatelstvu Republiky Bosna a Hercegovina“ a vyzvala ke stíhání odpovědných osob.

Během hladovění nejvíce umírají malé děti a starší lidé a taktéž těhotné a kojící matky. Přeživší mohou čelit celoživotnímu zdravotnímu poškození.

## Válečný zločin
Hladovění bylo v celé historii až do 21. století široce používáno jako způsob válčení. Po většinu této doby to nebylo považováno za trestný čin. Od poloviny devatenáctého století do první světové války existovali právní pokusy o omezení blokád z velké části úspěšné v zabránění hladovění v evropských válkách, ale ne hladomoru v koloniálních říších. Historici Nicholas Mulder a Boyd van Dijk tvrdí, že trvalo dlouho, než bylo hladovění uznáno jako zločinné, protože blokádní taktiky ve válkách byly široce používané západními mocnostmi, jako bylo Spojené království a Francie, které hrály hlavní roli ve vývoji mezinárodního práva.
Hladovění bylo použito spojenci během první světové války a i po ní a všemi mocnostmi během druhé světové války a nebylo zakázáno Úmluvou o genocidě z roku 1948 ani Všeobecnou deklarací lidských práv. Zatímco Sovětský svaz a Švýcarsko se snažily omezit použití blokády v Ženevské úmluvě z roku 1949, blok NATO tato ustanovení oslabil, protože chtěl zachovat blokádu jako zbraň proti komunismu. Konečný návrh „v zásadě akceptoval zákonnost hladovění jako válečné zbraně“.
Blokáda Biafry během nigerijské občanské války byla nejznámějším příkladem během dalších desetiletí hladovění využívaného během války. Mezinárodní výbor Červeného kříže uznal, že neúspěch jeho záchranného úsilí byl částečně způsoben blokádním zákonem schváleným západními mocnostmi, a zvýšil své úsilí o zajištění silnější právní ochrany pro civilisty. Podle dodatkového Protokolu II z roku 1977 jsou „předměty nepostradatelné pro přežití civilního obyvatelstva“ chráněny a útoky proti nim jsou zakázány.
Římský statut Mezinárodního trestního soudu zahrnuje hladovění jako válečný zločin, pokud je spáchán v rámci mezinárodního ozbrojeného konfliktu. V roce 2018 Švýcarsko navrhlo rozšířit toto ustanovení i na nemezinárodní ozbrojený konflikt. Tento návrh byl přijat všemi smluvními stranami Římského statutu a ratifikován jedenácti státy. Nicméně mnoho odborníků tvrdí, že využití hladovění v nemezinárodním ozbrojeném konfliktu je již kriminalizováno v mezinárodním zvykovém právu a stíhání již proběhlo.
Právník Tom Dannenbaum tvrdí, že blokádou vyvolané hladovění by mělo být považováno za formu mučení a na tomto základě by mělo být zakázáno.

## Zločiny proti lidskosti
Podle Římského statutu nemají zločiny proti lidskosti výslovné ustanovení o hladovění, hladovění by však splnilo požadavky některých vyjmenovaných zločinů proti lidskosti. Jedním z těchto ustanovení jsou „jiné nelidské činy podobné povahy spočívající v úmyslném způsobení velkých útrap nebo těžké újmy na zdraví či poruchy duševního nebo tělesného zdraví“. Toto ustanovení nevyžaduje úmysl způsobit hladovění, pouze „znalost pravděpodobnosti příslušné újmy“. Hladovění by také mohlo být stíháno jako mučení, i když v závislosti na právním názoru musí žalobci prokázat konkrétní účel hladovění nebo že oběti byly pod kontrolou pachatele. Pokud hladovění skončí smrtí, vražda je také zločinem proti lidskosti. V případu Karadžić Mezinárodní trestní tribunál pro bývalou Jugoslávii odsoudil Radovana Karadžiće ze zločinu proti lidskosti vraždy pro hladovění vězňů. Aby mohla být pachatel obviněn z vraždy, musí být čin nebo opomenutí učiněno s úmyslem zabít, způsobit těžké ublížení na zdraví nebo s vědomím, že nastane smrt. Vyhlazovaní jako zločin proti lidskosti zahrnuje „úmyslné uvedení do životních podmínek, které mají přivodit zničení části obyvatelstva, mimo jiné znemožnění přístupu k potravinám a lékům“. Na rozdíl od vraždy vylučuje dolus eventualis (úmysl eventuální) a podle Ventury „obžalovaný musí jednat s úmyslem zabíjet ve velkém nebo systematicky vystavovat velké množství lidí podmínkám, které by vedly k jejich smrti“.

## Genocida
Pokud by byl spáchán s úmyslem zcela nebo částečně zničit chráněnou skupinu, hladovění by mohlo být stíháno jako akt genocidy.

## Mezinárodní právo lidských práv
Hladovění také porušuje právo na jídlo.

## Judikatura
Na rozdíl od přímého zabití existuje určitý odstup mezi jednáním pachatele u trestného činu vyhladověním a výsledným účinkem na oběti. Tento aspekt ztěžuje trestní stíhání. Historicky bylo stíhání za hladovění vzácné.
Soudci v následných norimberské procesech — vojenských soudech Spojených států svolaných k posouzení německých válečných zločinů za druhé světové války — soudci rozhodli, že „odříznutí každého zdroje obživy zvenčí je považováno za legitimní. ... Mohli bychom si přát, aby zákon byl jiný, ale musíme rozhodovat podle něj tak, jak existuje.“ Dokonce i takové akce, jako je zabíjení civilistů prchajících z obležení, byly během procesu považovány za legální. Blokáda způsobující hladovění – včetně obléhání Leningradu, kde zabila stovky tisíc sovětských civilistů – byla spojeneckými soudci považována za legální.
V listopadu 2024 vydal Mezinárodní trestní soud zatykač na premiéra Izraele Benjamina Netanjahua a bývalého ministra obrany Jo'ava Galanta mimo jiné z podezření z páchání válečného zločinu „úmyslného využívání hladovění civilních osob jako způsobu vedení boje” během války v Pásmu Gazy.